# Marcela Valencia
Marcela Valencia (Popayán, 1 de abril de 1968) es una actriz colombiana.
Inició su carrera como actriz a mediados de la década de 1990. Integrante y fundadora, junto con Fabio Rubiano, de la compañía teatral PETRA.

## Filmografía

### Televisión
| Año       | Título                                | Personaje                          |
| --------- | ------------------------------------- | ---------------------------------- |
| 2021      | Interiores                            | Marion                             |
| 2020      | Decisiones: Unos ganan, otros pierden | Madre de Liliana                   |
| 2019      | El man es Germán                      | Doña Matilde                       |
| 2019      | Historia de un crimen: Colmenares     |                                    |
| 2017      | Infieles                              |                                    |
| 2017      | La Nocturna                           | Julia Ernestina Morales de Jiménez |
| 2016-2017 | Las Vega's                            | Rocío                              |
| 2016      | Sin senos sí hay paraíso              | Teniente Aguirre                   |
| 2014-2015 | Un sueño llamado salsa                | Kuka                               |
| 2013-2014 | Alias el Mexicano                     | Benilda Argüello de Páez           |
| 2012      | Escobar, el patrón del mal            | Berenice Villamizar                |
| 2012      | Las Santísimas                        | Haydée Rivera                      |
| 2012      | Pobres Rico                           | Madame Pompón                      |
| 2009-2010 | Kdabra                                | Clara                              |
| 2009-2010 | Las muñecas de la mafia               | Ximena                             |
| 2007      | Pura Sangre                           | Candelaria                         |
| 2002      | Noticias calientes                    | Olga Lucia                         |
| 1996      | Cartas a Harrison                     | Nelly                              |

### Cine
- Una madre (2021) — Dorita
- Pasos de héroe (2016) — Josefina
- Destinos (2014) — Amanda
- Broken Kingdom (2012) — Anna
- Te amo Ana Elisa (2009) — Tía Estela
- Los actores del conflicto (2008) — Liliana
- Satanás (2007) — Alicia
- Tres hombres, tres mujeres (2003)
- Los niños invisibles (2001)
- La deuda (1997) — Carlota Alfaro

## Premios y nominaciones

#### Premios TVyNovelas
| Año  | Categoría                        | Telenovela o serie | Resultado |
| ---- | -------------------------------- | ------------------ | --------- |
| 2014 | Mejor actriz antagónica de serie | Alias el Mexicano  | Nominado  |

#### Premios Macondo
| Año  | Categoría                | Película         | Resultado |
| ---- | ------------------------ | ---------------- | --------- |
| 2023 | Mejor actriz protagónica | Una madre        | Ganadora  |
| 2017 | Mejor actriz de reparto  | Pasos de héroe   | Nominada  |
| 2010 | Mejor actriz de reparto  | Te amo Ana Elisa | Nominada  |

### Otros premios obtenidos
- Festival In Vitro Premio Santa Lucia a mejor actriz de cortometraje por: Como todo el mundo
- Festival de Cortometrajes El Espejo Premio Espejo a mejor actriz por: Como todo el mundo
- Festival ECU Montevideo a mejor actriz por: Como todo el mundo